# Auning Kirke
Auning Kirke ligger i Auning på Djursland.
Kirken stammer fra 1100-tallet og blev opført i kvadersten, men er senere blevet ombygget til sin nuværende form. Omkring 1500 blev det flade bjælkeloft således erstattet af hvælvinger – en krydshvælving i koret og to stjernehvælvinger i skibet – mens tårn, våbenhus og et tredje fag i skibet – alt sammen i munkesten – blev tilføjet i 1616 af en bygmester ved navn Mathias, der for Eske Brock også ombyggede den nærliggende herregård Gammel Estrup, hvis ejer også ejede kirken indtil den i 1921 gik over til selveje.
Ved siden af våbenhuset ligger to kvadersten med tovsnoninger. De har oprindelig været kragsten i korbuen, men da denne blev udvidet er de blevet fjernet.
I den oprindelige kirkelade blev der i 1631 indrettet et mindre hospital, dvs. fattiggård. Initiativtageren til dette var rigsmarsk Jørgen Scheel på Gammel Estrup. Den fungerede helt frem til ca. 1914.
I 1699 blev der indrettet gravkapel for netop Scheel-familien i en tilbygning mod nord. Her ses et epitafium for Jørgen Scheel, der døde i 1695. Det blev udført af den belgiske billedhugger Thomas Quellinus, der var bosat i København, og få år tidligere i 1691 havde indrettet gravkapel for oberst Hans Friis ved Hørning Kirke nær Clausholm. Kongen havde kun tilladt enken et "tarveligt Epitaphium – med den Vilkor, at Kirken paa sin bygning ej derved tager skade", men der er ikke noget specielt tarveligt over resultatet, der er et fint stykke barokarbejde i marmor. I gravkapellets krypt står der i dag otte sarkofager i marmor og otte i sandsten, den sidste nedsat i 1844.
Indvendigt er kirken udsmykket med kalkmalerier, hvor der bl.a. ses en posebog. De stammer dels fra tiden umiddelbart efter etableringen af hvælvingerne, og dels fra tiden efter reformationen. Det sidste ses klart af, at kunstneren et enkelt sted har givet sig til kende: "Rasmus Ryter maler – h. alleus 1562". Årstallet forekommer dog flere steder. Blandt Rytters bidrag til kalkmalerierne kan nævnes fremstillingen af Sankt Laurentius med rist og posebog, der må siges at være et noget besynderligt motiv for en efterreformatorisk udsmykning.
Kalkmalerierne blev på et ukendt tidspunkt tilkalket og i 1885 delvis afdækket, men overkalket igen i 1902 for endelig at blive afdækket fuldt ud i 1953 og 1955.

## Inventar
Prædikestolen med lydhimmel stammer fra 1636 og er i renæssancestil. Det er Jytte Brock, datter af Eske Brock og gift med Jørgen Scheel, der skænkede den til kirken, og den er udført af Niels Kock fra Grenaa. I prædikestolens seks felter ses de fire evangelister, korsfæstelsen og opstandelsen.
Kirkens altertavle er fra midten af 1600-tallet og er skænket af Chresten Scheel og hustru Birgitte Rosenkrantz. Den er udført i bruskbarok af Peder Jensen Koldings værksted i Horsens. I hovedfeltets relief ses opstandelsen og himmelfarten, mens topstykkerelieffet viser korsfæstelsen og gravlæggelsen. Under hovedfeltet ses et citat fra 1 Kor 15,3-4: "Jeg overleverede eder nemlig som noget af det første hvad jeg ogsaa har modtaget: at Kristus døde for vore Synder efter Skrifterne og at han blev begravet og at han er blevet oprejst den tredje Dag efter Skrifterne."
De to sølvlysestager på alterbordet er fra ca. 1670 og er stemplet med et mestermærke fra Augsburg: Heinrich Mannlich. Alterkalken er fra 1673 og på foden ses Chresten Scheel og frues navne og våbenskjold.
Døbefonten med tilhørende fontehimmel er fra 1736 og udført i træ. Både font og himmel er ottekantede og placeret i tårnrummet, hvor den oprindelig har stået på et to trin højt podium omkring det stadig bevarede fontelukke.

## Eksterne kilder og henvisninger
- Auning Kirke Arkiveret 31. januar 2011 hos  Wayback Machine hos nordenskirker.dk
- Auning Kirke hos denstoredanske.dk
- Auning Kirke hos KortTilKirken.dk

- Wikimedia Commons har flere filer relateret til Auning Kirke